# コクハク
『コクハク』はHAPPY DRUG STOREの清水和彦ことThe Water Of Lifeが生涯でただ一つだけ発表したソロ名義でのオリジナルアルバムである。このアルバム発表後も清水は楽曲をシングルで発表しているが、現在までにアルバムとしてまとめられていない。また、ライブアルバムでは、ネット販売だけで売られていたthe WATER of Life in TAKASAKI ACOUSTIC HISTORYのCD盤(他にVHS,DVD版があり)が発表されている。1998年10月1日にリリース。

発売元はSONY MUSIC。品番はSRCL4373。

## 内容
2004年に急逝したThe Water Of Lifeが生前に遺した唯一のスタジオレコーディングでのオリジナルアルバム。清水逝去後より本作の再発、ベスト盤化、リマスター盤などの要望が多いが、現在は廃盤の状態で、かなりのプレミアが付いている。これまでアルバム作品としては唯一つのスタジオ作品であったが、死後の2006年に、彼にとっては2枚目となるスタジオ盤「シャワー」が発売された。

## 収録曲
1. アリガトウ
2. スイッチON
3. 迷惑
4. 風のすみか
フジテレビ系「緋の稜線」主題歌。生涯でただ一つのドラマタイアップ。1995年の時点で既に原曲は出来上がっており、ライブでは何度か披露されていた。ドラマタイアップが付いたためか、今でも一部のカラオケ機で歌うことが出来、またよくドラマで使われていたインスト版などがTVシーンなどでも使用されている。ソニーミュージックが「image」などのヒーリング企画の一環として行っている通販限定CD-BOXのDreamsにはインスト版が収録されている。2006年10月7日にはFAMILYによる同曲のカヴァーが披露された。
5. うそ
1997年発売のデビューシングル。ギターとハープを中心にアコースティックアレンジで仕上げられた楽曲。また、WOL作品としては珍しく、ラップ調で始まっている。
6. Cross
デビューシングルの3トラック目に収録されていた楽曲。
7. First Morning
1998年発売の2ndシングル。
8. パッチワーク
9. 二人乗り
10. 水の言葉
清水自身が最も気に入っていた楽曲であり、「The Water Of Lifeのテーマソングだ」と公言していた。この楽曲のシングル版に記されていたキャラクターWater君はもともとWeb上発のキャラクターである。
11. 告白
1998年世界エイズキャンペーンのイメージソングとして使用された。

- 作詞:清水和彦(#1〜11)
- 作曲:清水和彦(#1〜11)